# Хайнрих Фердинанд (Изенбург-Филипсайх)
Хайнрих Фердинанд фон Изенбург-Бюдинген-Филипсайх (на немски: Heinrich Ferdinand von Ysenburg-Büdingen-Philippseich; * 15 октомври 1770, дворец Филипсайх при Драйайх; † 27 декември 1838, Вехтерсбах, Хесен) е граф на Изенбург-Бюдинген и господар на Филипсайх при Драйайх (1779 – 1838) и баварски генерал.

## Произход
Той е син на граф Кристиан Карл фон Изенбург-Бюдинген-Филипсайх (1732 – 1779) и първата му съпруга графиня Констанца София фон Сайн-Витгенщайн-Берлебург (1733 – 1776), дъщеря на граф Лудвиг Франц фон Сайн-Витгенщайн-Берлебург-Лудвигсбург (1694 – 1750) и графиня Хелена Емилия фон Золмс-Барут (1700 – 1750). Баща му се жени втори път на 9 април 1776 г. за графиня Ернестина Елеонора фон Сайн-Витгенщайн-Берлебург (1731 – 1791), сестра на първата му съпруга.
Брат е на Карл Вилхелм Ернст (1767 – 1781), граф на Изенбург-Бюдинген. Сестра му Амалия Луиза (1764 – 1844) се омъжва на 10 април 1786 г. в Реда за граф Лудвиг Хайнрих Адолф фон Липе-Детмолд (1732 – 1800), син на граф Симон Хайнрих Адолф фон Липе-Детмолд. Сестра му Филипина Хенриета Вилхелмина (1772 – 1834) се омъжва на 13 юли 1789 г. в Лемго за граф Мориц Казимир III фон Бентхайм-Текленбург (1764 – 1806), син на граф Мориц Казимир II фон Бентхайм-Текленбург.
Хайнрих Фердинанд умира на 27 декември 1838 г. във Вехтерсбах, Хесен-Дармщат, на 68 години, и е погребан във Филипсайх.

## Фамилия
Хайнрих Фердинанд се жени на 1 април 1791 г. в Реда за графиня Амалия Изабела Сидония фон Бентхайм-Текленбург (* 6 декември 1768, Реда; † 6 август 1822, Филипсайх), дъщеря на граф Мориц Казимир II фон Бентхайм-Текленбург (1735 – 1805) и графиня Хелена Шарлота София фон Сайн-Витгенщайн-Берлебург (1739 – 1805). Те имат 9 деца:
- Георг Казимир Фридрих Лудвиг (1794 – 1875), граф на Изенбург-Бюдинген-Филипсайх, женен на 10 януари 1841 г. в Меерхолц за графиня Берта фон Изенбург-Бюдинген-Меерхолц (1821 – 1875)
- Карл Лудвиг Хайнрих Ернст (1796 – 1863)
- Фолрат Фридрих (1800 – 1864), граф на Изенбург-Бюдинген-Филипсайх, женен на 30 септември 1828 г. (развод 1851) във Вертхайм за принцеса Малвина фон Льовенщайн-Вертхайм-Фройденберг (1808 – 1879)
- Карл Хайнрих Фердинанд (1806 – 1866)
- Лудвиг (1810 – 1810)
- Луиза Шарлота Филипина Фердинанда (1798 – 1877), омъжена на 14 октомври 1823 г. за граф Адолф II фон Изенбург-Бюдинген-Вехтерсбах (1795 – 1859)
- Шарлота София Хенриета Луиза (1803 – 1874), омъжена на 22 януари 1827 г. във Вехтерсбах за принц княз Георг фон Льовенщайн-Вертхайм-Фройденберг (1775 – 1855)
- Луиза Емилия (1805 – 1869, Фулда)
- Елизабет Фердинанда Августа (1808 – 1812)